# Valentino Zeichen

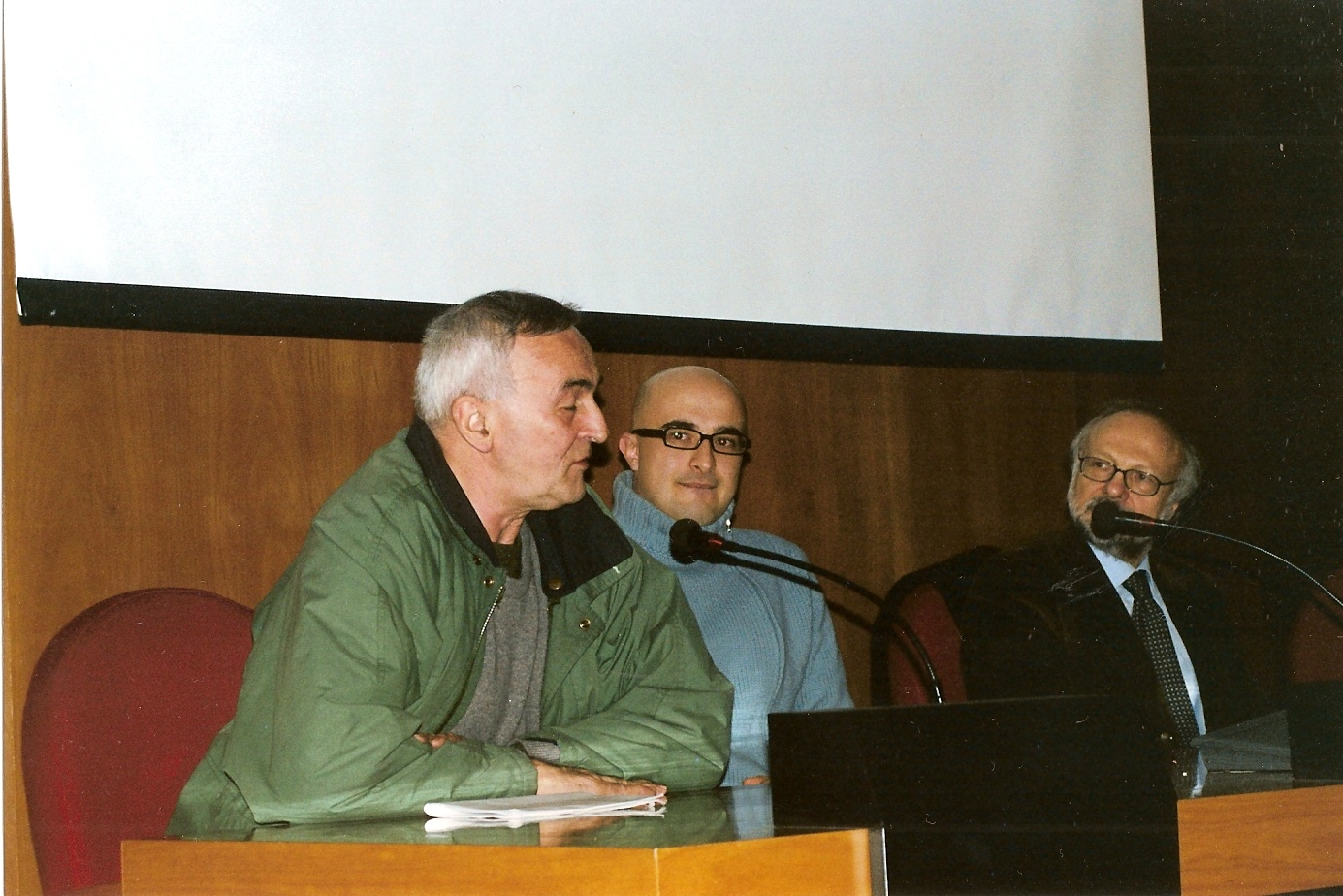
Zeichen (po lewej) na ceremonii wręczenia nagrody literackiej

Valentino Zeichen (ur. 24 marca 1938 w Fiume, zm. 5 lipca 2016 w Rzymie) – poeta włoski.
Urodził się w Fiume w 1938 roku, ale od roku 1950 mieszkał w Rzymie. W 1974 wydał debiutancki zbiór Area di rigore (do której wstęp napisał Elio Pagliarani) i natychmiast uzyskał rozgłos.
Następnie wydawał:
- Ricreazione 1979,
- Pagine di gloria 1983,
- Museo interiore 1987,
- Gibilterra 1991,
- Metafisica tascabile 1997,
- Ogni cosa a ogni cosa ha detto addio 2000.

Zeichen napisał również powieści: Tana per tutti, wydaną w 1983 oraz Martigna, wydaną w 2002.